# Carina Freitas
Carina Freitas (1976, Funchal) es una médica paidopsiquiatra, autora, compositora y cantora portuguesa.

## Biografía
Carina Patrícia de Barros Freitas, cuyo nombre artístico Carina Freitas es originaria de Funchal, y nació en la isla de Madeira, el 18 de agosto de 1976, en el seno de una familia con tradiciones musicales.
Su primera participación en Festivailes tuvo lugar en 1985, en el IV Festival da Canção Infantil de Madeira, bajo la orientación del Maestro João Atanásio. Durante su adolescencia frecuentó el Conservatorio de Música de Madeira, estudiando teclados; y perteneció al Grupo de Guitarras de la Dirección Regional de la Juventud.
Entre 1994 y 2000 habitó en Oporto, estudiando en la Facultad de Medicina de la Universidad de Porto e integró las clases de las sopranos del Coro Clásico del Orfeão Universitário do Porto, bajo la orientación y batuta del Maestro Mário Mateus. También fue una de las fundadoras del Tuna Universitária Cluny, perteneciente al Lar Universitario S. José de Cluny.
De regreso a Madeira, entre 2001 y 2002, realizó el Internado General Médico, en el Centro Hospitalario de Funchal.
Entre 2003 y mayo de 2008, se trasladó y vivió en Lisboa, prosiguiendo su formación médica, especializándose en Psiquiatría de la Infancia y de la Adolescencia (Paidopsiquiatría), concurriendo al Hospital de Dona Estefânia.
Entre 2005 a 2008, complementó su formación de postgrado, con una maestría en Neurociencias por la Facultad de Medicina de la Universidad de Lisboa con particulares intereses por las neurociencias de la música. 
En Lisboa, fue alumna de canto de la profesora María Cristina de Castro.
Entre 1999 y 2005, fue una presencia asidua del Festival Internacional de la Canción de Faial– Voces del Atlántico, donde participó como autora, compositora y, siempre que fuese posible, como intérprete. Pertenece a la Sociedad Portuguesa de Autores desde 1999 (con 25 obras registradas) y es Miembro de la SOPEAM - Sociedad Portuguesa de Escritores y Artistas Médicos desde 2002.
En agosto de 2006, editó su disco debut "Alquimia" con arreglos y producción de Joaquim Pedro Jacobetty, ccompuesto por 13 temas originales, casi todos de su autoría. Y la canción principal "Alquimia, segredo guardado" formó parte de la banda sonora de la novela de la TVI "Flor do Mar", de 2009.
En el verano de 2009, su álbum "Alquimia" fue reeditado en el Brasil como agregado gratis del libro de Mário Lucena "Raul Seixas- Metamorfose ambulante".
Actualmente ejerce una actividad clínica facultativa en el Servicio de Pedopsiquiatría y en el Centro de Desenvolvimento da Criança del Hospital Dr. Nélio Mendonça, SESARAM, en Funchal; y también con consultorio particular.
Regresó al Conservatorio y Escuela Profesional de las Artes de Madeira Archivado el 11 de junio de 2013 en Wayback Machine., donde prosigue estudios de formación musical, formación coral, canto, piano, y análisis y técnicas de composición.
Ha participado en espectáculos: de solidaridad de los Vicentinos, "Natal dos Hospitais; Fnac Madeira; Semana Gastronómica de Machico, Coro do Conservatorio de Música da Madeira e outros.

## Discografía

### Álbumes Solista
Alquimia (2009) - Editora B&A, reeditado en el Brasil, São Paulo
Alquimia (2006) - ARFreitas Produções, Portugal

### Compilaciones (CDs e LP)
14) Festival de la Canción Infanto-Juvenil de Madeira - autora y compositora de la canción N.º 12 "Momentos para brilhar" (2012) Secretaria Regional da Educação e Recursos Humanos, Funchal
13) "Minha terra amada" de Nuno Faria - autora da letra y música de la canción "Um cantor...eu vou ser!" (2012) Edição de autor, Funchal
12) 30.º Festival de la Canción Infantil de Madeira, compositora de la canción N.º 5 “Plim! Fantasia…” Gabinete Coordenador de Educação Artística da Madeira (2011) Funchal 
11) “O Cantor e o Sonho” de João Luís Mendonça - Autora de la letra de la canción "Quem ama sabe sonhar" (2011) Edição de Autor, Funchal
10) Banda Sonora novela "Flor do Mar" incluida la canción " Alquimia, segredo guardado" (2009) Farol Música, Lda
9) "Meio século de vida" de João Luís Mendonça - Autora de la letra de la canción "Quem sou eu? Mas quem sou eu?" (2008) Edição de Autor, Funchal
8) "A ilha no coração" de João Luís Mendonça - Autora de la letra de la canción "Quem me dera ser apenas …" (2006) Edição de autor, Funchal
7) XXIVº Festival de la Canción de Faial "Vozes do Atlântico" - Compositora de la canción " Mas não basta sonhar" - canción N.º 3 , y autora, compositora e intérprete de la canción "Dias para Amar" - canción N.º 9 (2005) ACDF, Funchal
6)“A Madeira é um Bailinho” de João Luís Mendonça - Autora de la letra de la canción “Tudo aquilo que não fiz”  (2004) Edição de Autor, Funchal
5) XXIIIº Festival Internacional do Faial “Vozes do Atlântico”, autora y compositora de la canción “Navegar no meu Mar” - canción N.º 3 (2004) ADCF, Funchal - Premio mejor letra
4) XXIIº Festival Internacional do Faial “Vozes do Atlântico”, autora y compositora de la canción ”Naquela Noite, Admirámos Madeira”- canción N.º 5 (2003) ADCF, Funchal
3) XXI º Festival da Canção do Faial, autora, compositora e intérprete de la canción “Há Sempre Alguém Especial”- canción N.º3 (2002) ADCF, Funchal
2) 17º Festival da Canção Infantil da Madeira, coautora de la música “Bolinhas no ar”, canción N.º 1 (1997) Secretaria Regional da Educação da Madeira, Funchal
1) LP - Canción “ Palhaço Branco” (letra de Luísa Helena y música de Cecília Atanásio) - canción N.º 9 del 4º Festival de la Canción Infantil de Madeira, (1985) Secretaría Regional de Educación – DREPE – Dirección de Servicios de la Juventud, Funchal

### Premios Artísticos
2012 - "Momentos para brilhar" - Canción clasificada en 2º lugar - Premio RTP Madeira - Festival de la Canción Infanto - juvenil de Madeira
2011- "Plim! Fantasia" - Canción clasificada en 4º Lugar- Premio Paulo Ferrraz Studio en el 30.º Festival de la Canción Infantil de Madeira
2004- "Navegar no meu mar" - Mejor letra en el Festival Internacional de Faial - Madeira

## Algunas publicaciones científicas
- carina patrícia de barros Freitas, timothy Griffiths (orient. tesis) joaquim alexandre Ribeiro (orient. tesis. 2007. Analysis of the unplesantness of sounds by schizophrenic patients. Lisboa [s.n.], VIII, 61 pp. il. + curriculum vitae (6 pp.) Neurociências , Fac. de Medicina, Univ. de Lisboa. Bibliografía f. 33-38. CDU: 616.895(043)